# Молинело (Болоња)
Молинело (итал. Molinello) је насеље у Италији у округу Болоња, региону Емилија-Ромања.
Према процени из 2011. у насељу је живело 68 становника. Насеље се налази на надморској висини од 181 м.